# Henry Carton de Wiart
Henri Carton de Wiart, född 31 januari 1869 i Bryssel, död 6 maj 1951, var en belgisk politiker.
Carton de Wiart blev juris doktor efter studier i Bryssel och Paris, var därefter praktiserande advokat i Bryssel och blev 1896 en av denna stads representanter i deputeradekammaren, där han länge var en bland det klerikala partiets ledande män. Han var 1912-1918 justitieminister i Charles de Broquevilles ministär och 20 november 1920-16 december 1921 premiärminister och inrikesminister i spetsen för en koalitionsministär bestående av klerikaler, liberaler och socialister.
Carton de Wiart var belgisk delegat vid Nationernas förbund från 1928 till 1935, och socialminister 1932 till 1934. Efter den tyska invasionen av Belgien i maj 1940 följde han den belgiska regeringen i exil till London. Han ingick återigen i regeringen som justitieminister en kort period 1950.
Bland Carton de Wiarts skrifter kan nämnas La lutte contre l'alcoolisme en Belgique (1898), Les mesures protectrices de la petite propriété (1899), den historiska romanen La cité ardente (1907), La Belgique en terre d’asile (1915) och The way of honour (1918).